# 31-ша гренадерська дивізія (Третій Рейх)
31-ша гренадерська дивізія (нім. 31. Grenadier-Division) — гренадерська піхотна дивізія Вермахту за часів Другої світової війни.

## Історія
31-ша гренадерська дивізія сформована 21 липня 1944 року на основі розгромлених у липні 1944 в операції «Багратіон» залишків 31-ї піхотної дивізії, а також окремих підрозділів 550-ї гренадерської дивізії. По завершенню формування билась у Латвії. 9 жовтня 1944 року переформована на 31-шу фольксгренадерську дивізію вермахту.

## Райони бойових дій
- Східний фронт (центральний сектор) (липень — вересень 1944);
- Східний фронт (північний сектор) (вересень — жовтень 1944).

## Командування

### Командири
- Оберст/ генерал-майор Ганс-Йоахім фон Штольцманн (нім. Hans-Joachim von Stolzmann) (21 липня — 9 жовтня 1944).

### Підпорядкованість
| Час      | Корпус    | Армія       | Група армій (округ)  | Штаб   |
| -------- | --------- | ----------- | -------------------- | ------ |
| 1944     |           |             |                      |        |
| 21 липня | XXVIII ак | 18-та армія | Група армій «Північ» | Латвія |

## Склад
| 1944                              |
| --------------------------------- |
| 12-й гренадерський полк           |
| 17-й гренадерський полк           |
| 82-й гренадерський полк           |
| 31-й артилерійський полк          |
| 31-ша фузілерна рота              |
| 31-й загін штурмових гармат       |
| 31-ша зенітна батарея             |
| 31-й батальйон організації Тодта; |

## Нагороджені дивізії
Нагороджені дивізії
|  | Кавалери Нагрудного знаку ближнього бою в золоті                                                           | 4                                |
|  | Кавалери Золотого Німецького Хреста                                                                        | 22                               |
|  | Кавалери Лицарського хреста Залізного хреста                                                               | 11 у тому числі один неофіційний |
|  | Кавалери Почесної відзнаки Сухопутних військ «Почесна застібка на орденську стрічку для Сухопутних військ» | 15                               |

- Нагороджені Сертифікатом Пошани Головнокомандувача Сухопутних військ (1)